# Donner-Ode
Die Donnerode ist ein geistliches Oratorium von Georg Philipp Telemann und im Telemann-Werkeverzeichnis als TWV 6:3a (1. Teil) bzw. 6:3b (2. Teil) eingeordnet. Die Donnerode war eines der Werke Telemanns, das zu seinen Lebzeiten am häufigsten aufgeführt wurde.

## Werkgeschichte
Telemann komponierte den ersten Teil des später Donnerode genannten Werks aus Anlass des Erdbebens von Lissabon am 1. November 1755. Die Uraufführung fand aber wohl doch nicht am 11. März 1756, dem vom Hamburger Rat befohlenen „außerordentlichen Buß-, Fast- und Bettag“ anlässlich des Erdbebens in St. Jakobi in Hamburg statt, sondern erst am 10. Oktober 1756 in der Katharinenkirche.
Der Text, eine Adaption bzw. Versifizierung von Psalm 8 und 29, stammt von dem damaligen Kopenhagener Hofprediger Johann Andreas Cramer. Das Werk vereint die geradezu opernmäßige tonmalerische Darstellung der zerstörerischen Naturgewalten mit der Verherrlichung der Macht Gottes. Weder das Erdbeben selbst noch der Zorn Gottes sind vom Dichter ausdrücklich erwähnt, stattdessen wird die gewaltige Macht Gottes über die Natur besungen. Die Dramatik des Geschehen ist aber durch schnelle Wechsel zwischen forte und piano sowie den Einsatz von Trompeten und solistischen Pauken unüberhörbar. Die Hektik der bedrohten Menschen ist auch dadurch zum Ausdruck gebracht, dass die Arien ohne da capo auskommen und damit deutlich kürzer sind als in Telemanns meisten Kantaten und nicht von Rezitativen begleitet werden. Auffallend ist ebenfalls, dass die Arien im ersten Teil in absteigender Stimmlage aufeinander folgen.
Die Donnerode markiert zusammen mit dem 1755 entstandenen Passionsoratorium Der Tod Jesu den Beginn von Telemanns Spätwerk. Sie erfreute sich sowohl in der Stadt als auch überregional außerordentlicher Beliebtheit, so dass Telemann 1760 einen zweiten Teil hinzukomponierte, der 1762 uraufgeführt wurde. Auch diesmal stammte der Text von Cramer, eine Umdichtung von Psalm 45.

## Aufbau
Beide Teile zusammen dauern etwa 40 Minuten.
1. Teil – Oratorium für fünf Solisten, Chor (SATB) mit drei Trompeten, Pauken, zwei Oboen, Fagott, Streichern und Basso continuo
- Chor & Soli: Wie ist dein Name so groß
- Arie (Sopran): Bringt her, ihr Helden
- Arie (Alt): Fallt vor ihm hin
- Arie (Tenor): Die Stimme Gottes erschüttert die Meere
- Arie (Bass I): Die Stimme Gottes zerschmettert die Zinnen
- Arie (Bass II): Sie stürzt die stolzen Gebirge zusammen
- Duett (Bass I und II): Er donnert, daß er verherrlichet werde
- Chor: Wie ist dein Name so groß

2. Teil – Oratorium für drei Solisten, Chor (SATB) mit drei Trompeten, Pauken, zwei Hörnern, zwei Flöten, zwei Oboen, Streichern (darunter ein Violoncello concertato) und Basso continuo.
- Chor & Soli: Mein Herz ist voll vom Geiste Gottes erhoben
- Arie (Sopran): Schönster von allen Geschlechten
- Arie (Bass): Gürt’ an dein Schwert
- Arie (Bass): Scharf sind deine Geschosse
- Chor & Soli da capo: Dein Szepter ist ein richtig Szepter
- Arie (Tenor): Deines Namens, des herrlichen
- Choral: Dein Nam’ ist zuckersüß Honig
- Chor da capo: Wie ist dein Name so groß

## Einzelbelege
1. 1 2  Jens Klier: Knall und Fall eines Barockgiganten: Telemanns Donnerode
2. 1 2  Silja Reidemeister: Vorwort zur Urtextausgabe von Telemanns Donnerode, S. III (pdf, abgerufen am 12. November 2019)
3. ↑   Karin Kirsch: Dramaturgien des Erhabenen. Telemann "Donner-Ode" und Carl Philipp Emanuel Bachs Morgengesang am Schöpfungsfeste". In:
Carsten Lange, Brit Reipsch, Ralph-Jürgen Reipsch (Hg.): Impulse – Transformationen – Kontraste. Georg Philipp Telemann und Carl Philipp Emanuel Bach: Bericht über die Internationale Wissenschaftliche Konferenz, Magdeburg, 17. und 18. März 2014, anlässlich der 22. Magdeburger Telemann-Festtage. S. 89–111; S. 95.